# Maternité au bord de l'eau
Maternité au bord de l'eau est un tableau du peintre espagnol Pablo Picasso réalisé en 1902. Cette huile sur toile représente une femme voilée portant un nouveau-né et une fleur rouge à côté d'une barque, au bord de la mer. Elle est conservée au musée Pola de Hakone, au Japon. En 2018, celui-ci a annoncé avoir découvert sous la peinture, grâce à l'imagerie infrarouge, une page du quotidien français Le Journal issue de son édition du 18 janvier 1902, date à laquelle l'artiste vient de revenir à Barcelone, où l'on estime donc que le tableau a été peint.